# Buguldiejka
Buguldiejka (ros. Бугульдейка) – osiedle w Rosji, w obwodzie irkuckim, w rejonie olchońskim. W 2010 liczyło 922 mieszkańców.